# 1530

## Události
- 23. března – Tribut Maltézského sokola, dohoda mezi velmistrem Řádu svatého Jana Jeruzalémského a Karlem V., králem Sicílie, o každoročním tributu výměnou za nařízení, které uděluje rytířům plnou vládu nad Tripolisem a ostrovy Malta a Gozo, byla uzavřena.[1] Převod vlastnictví probíhá 26. října 1550, přestože Tripolis je dobyt Osmany 15. srpna 1551.
- nejvyšším purkrabím se v Čechách stává Jan z Vartemberka
- rodina Taxisů na pokyn Ferdinanda I. zřídila poštovní spojení mezi Vídní a Bratislavou
- svatba osmanského sultána Sulejmana a Roxelany

## Narození
Česko
- 9. července – Vratislav II. z Pernštejna, český šlechtic, diplomat a nejvyšší kancléř českého království († 20. října 1582)
- ? – Simon Hüttel, malíř a kronikář města Trutnov († 1601)
- ? – Pavel Kristián z Koldína, český právník († 11. ledna 1589)

Svět
- 18. února – Kenšin Uesugi, japonský vládce († 19. května 1578)
- 7. května – Ludvík I. de Condé, princ z rodu Bourbonů, vůdce hugenotů († 13. března 1569)
- 25. srpna – Ivan IV., ruský car († 1584)
- 1. listopadu – Étienne de La Boétie, francouzský právník, humanista a politický filozof († 18. srpna 1563)
- ? – Giuseppe Arcimboldo, italský malíř († 11. července 1593)
- ? – Jan Kochanowski, polský renesanční básník († 22. srpna 1584)
- ? – Nicolas Remy, francouzský soudce, inkvizitor a lovec čarodějnic († 1612)
- ? – Anastasie Romanovna, ruská carevna, první manželka Ivana IV. Hrozného († 7. srpen 1560)
- ? – Juan de Herrera, španělský architekt, matematik a geometr († 15. ledna 1597)
- ? – Louise de La Béraudière du Rouhet, milenka krále Antonína Navarrského, komorná francouzské královny Kateřiny Medicejské a dvorní dáma francouzské královny Louisy Lotrinské († po 1586)

## Úmrtí
- 4. května – Mikuláš ze Salmu, rakouský vojevůdce (* 1459)
- 4. června – Herkules Maxmilián Sforza, milánský vévoda (* 25. ledna 1493)
- 29. listopadu – Thomas Wolsey, anglický státník a kardinál římskokatolické církve (* 1471)
- 1. prosince – Markéta Habsburská, kněžna asturijská a vévodkyně savojská, nizozemská místodržitelka, dcera císaře Maxmiliána I. a vévodkyně Marie Burgundské (* 10. ledna 1480)
- 26. prosince – Bábur, indický vládce, zakladatel Mughalské říše (* 14. února 1483)
- ? – Quentin Massys, vlámský malíř (* 1465)
- ? – Antonius Divitis, vlámský renesanční hudební skladatel (* ? 1470)
- ? – Jang I-čching, čínský politik, vojevůdce a spisovatel (* ? 1454)
- ? – Ferahşad Hatun, manželka osmanského sultána Bajezida II. (* 1460)

## Hlavy států
- České království – Ferdinand I.
- Svatá říše římská – Karel V.
- Papež – Klement VII.
- Anglické království – Jindřich VIII. Tudor
- Francouzské království – František I.
- Polské království – Zikmund I. Starý
- Uherské království – Ferdinand I. – Jan Zápolský
- Španělské království – Karel V.
- Burgundské vévodství – Karel V.
- Osmanská říše – Sulejman I.
- Perská říše – Tahmásp I.